# Муане, Андре
Андре́ Муане́ (фр. André Moynet; 19 июля 1921[…], Сен-Манде — 2 мая 1993[…], Ницца) — французский военный лётчик и политик, полковник авиации. В годы Второй мировой войны — лётчик авиационного полка «Нормандия — Неман». В 1946—1967 годах депутат Национального собрания Франции, в 1954—1955 годах — государственный секретарь при Премьер-министре Франции, координатор молодёжной политики (Правительство Мендес-Франса).

## Биография

### Ранние годы жизни
Окончил коллеж Сен-Мишель и лицей Вольтера в Париже.

### Военная служба
26 декабря 1939 года, на время войны, поступил добровольцем в ВВС Франции. Обучался в лётном училище в Тарбе. 
С мая 1940 года, в звании капрала, продолжил подготовку на курсах повышения квалификации в Даксе. Принять участие в военных действиях во Франции не успел. 
16 июня 1940 года отплыл на британском военном корабле в Великобританию. Прибыл в Плимут и с 1 июля 1940 года присоединился к Свободным французским силам. Был направлен на службу в Дакар в должности механика и бортового стрелка. Служил в смешанной боевой группе № 1 под командованием подполковника Мармье и участвовал в операциях в Дакаре, Камеруне, Чаде и Габоне. 
После возвращения в Великобританию, направлен в Тернхилл для завершения лётной подготовки. В мае 1942 года, в звании младшего лейтенанта, был зачислен в 340-ю эскадрилью GC IV/2 «Иль — де — Франс». 19 августа 1942 года принял участие в Битве за Дьеп.
С декабря 1942 года — лейтенант авиации. В начале 1943 года назначен инструктором в учебном центре авиации в Великобритании.
В ноябре 1943 года добровольно выступает в ряды истребительной группы № 3 «Нормандия» в СССР. Он присоединился к «Нормандии» в конце января 1944 года. Воевал в составе группы до февраля 1945 года. За время службы в полку «Нормандия» получил звание капитана. Совершил 115 боевых вылетов (150 часов полётов). Сбил 12 самолётов противника (из них 4 вероятных победы), а также на его счету ряд наземных целей, например: радиостанция, поезда, грузовые автомобили и многое другое.
В 1945—1946 годах возглавлял училище истребительной авиации в Тулузе, потом, авиационное училище в Туре.

### Политическая деятельность
Мандаты в Национальном собрании:
1. 10 ноября 1946 года — 4 июля 1951 года — депутат от департамента Сона и Луара (Независимые республиканцы)
2. 17 июня 1951 года — 1 декабря 1955 года — депутат от департамента Сона и Луара (Независимые республиканцы)
3. 2 января 1956 года — 8 декабря 1958 года — депутат от департамента Сона и Луара (Национальный центр независимых и крестьян)
4. 30 ноября 1958 года — 9 октября 1962 года — депутат от департамента Сона и Луара (Национальный центр независимых и крестьян)
5. 25 ноября 1962 года — 2 апреля 1967 года — депутат от департамента Сона и Луара (Независимые республиканцы)

В 1954—1955 годах — государственный секретарь при Премьер-министре Франции, координатор молодёжной политики (Правительство Мендес-Франса).
В 1962—1967 годах — Председатель Комиссии по национальной обороне Национального собрания Франции.
Парралельно с политической карьерой работал лётчиком-испытателем. В 1951 году поступил в лётный испытательный центр в Бретиньи в качестве лётчика-испытателя, и в 1953 году стал его начальником. Принимал участие в испытании различных самолётов. Являлся главным лётчиком-испытателем при отработке авиалайнера «Каравелла».
В 1968 году произведён в полковники авиации.
С 1967 года по 1975 год был Генеральным директором Общества Сен-Шамо — Грана в Курбевуа
В 1971 году избран мэром города Биот.

## Награды

### Награды Франции
- Великий офицер ордена Почётного легиона
- Командор ордена Почётного легиона (1948 год)
- Офицер ордена Почётного легиона (1945 год)
- Кавалер ордена Почётного легиона (1941 год)
- Компаньон ордена Освобождения (17 ноября 1945 года)
- Военный крест 1939—1945 годов (11 отличий)
- Медаль Сопротивления
- Медаль Воздухоплавания

### Иностранные награды
- 2 ордена Отечественной войны I степени (СССР; 23.02.1945, 07.05.1985)
- Орден Отечественной войны II степени (СССР; 26.10.1944)
- Серебряная звезда (США)
- Воздушная медаль (США)
- Орден Белого орла (Сербия)
- награды Польши и Бразилии